# Villers-Franqueux
Villers-Franqueux – miejscowość i gmina we Francji, w regionie Grand Est, w departamencie Marna.
Według danych na rok 1990 gminę zamieszkiwało 270 osób, a gęstość zaludnienia wynosiła 82 osób/km².